# Pentanema britannica
 Enula laurentiana (nome scientifico  Pentanema britannica   (L.) D.Gut.Larr, Santos-Vicente, Anderb., E.Rico & M.M.Mart.Ort., 2018 ) è una specie di pianta angiosperma dicotiledone della famiglia delle Asteraceae (sottofamiglia Asteroideae, tribù Inuleae e sottotribù Inulinae).

## Etimologia
Il nome del genere deriva da due parole greche "penta" (= cinque) e "nema" (= simile ad un filo). L'epiteto specifico L'epiteto specifico (britannica) fa probabilmente riferimento alle zone dei primi ritrovamenti di questi fiori.
Il nome scientifico della specie è stato definito dai botanici Carl Linnaeus (1707-1778), David Gutiérrez-Larruscain, María Santos-Vicente, Arne A. Anderberg (1954-), Enrique Rico (1953-) e María Montserrat Martínez Ortega (1969-) nella pubblicazione " Taxon; Official News Bulletin of the International Society for Plant Taxonomy. Utrecht" (  Taxon 67(1): 159 (2018).) del 2018.

## Descrizione

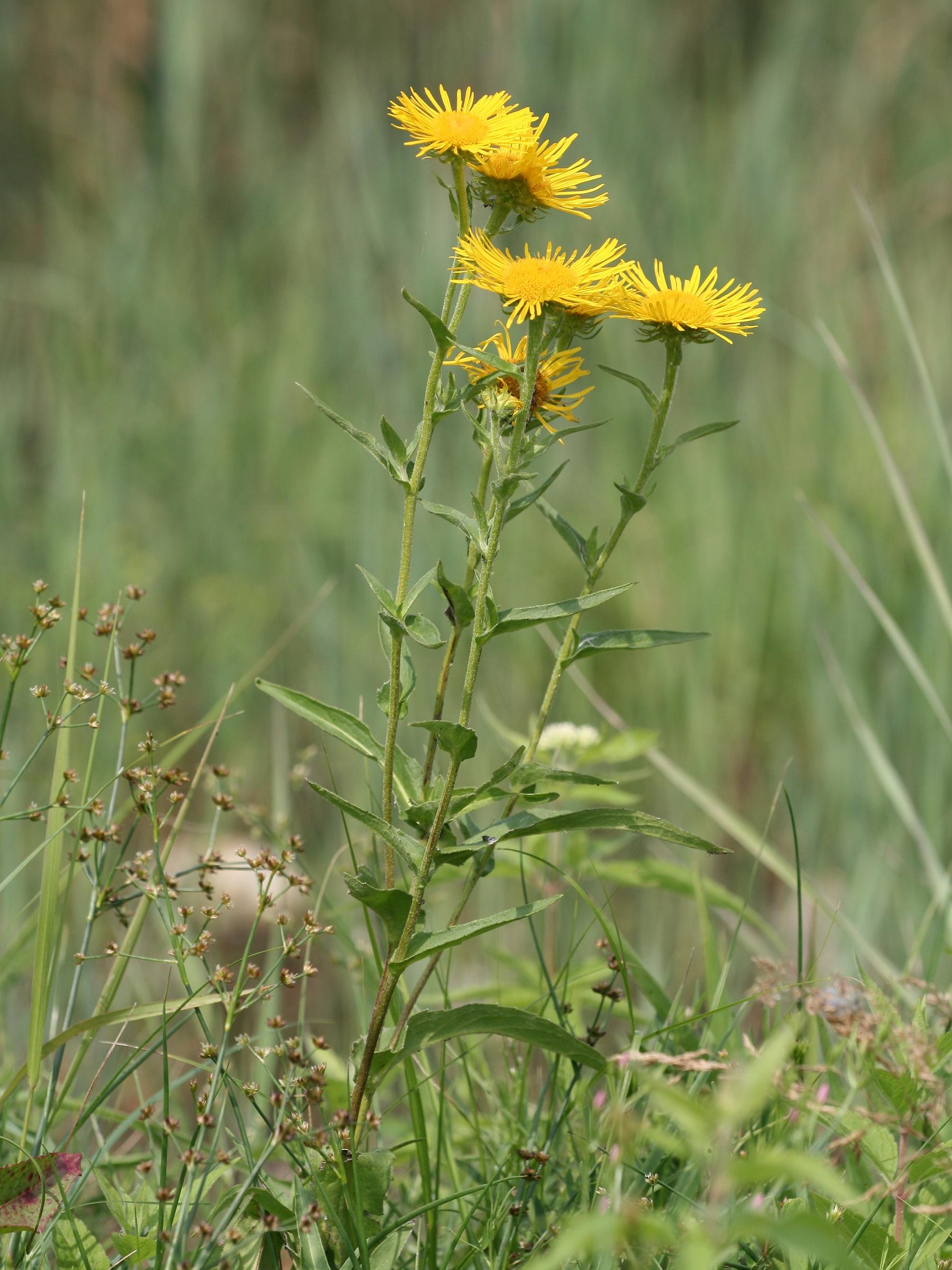
Il portamento

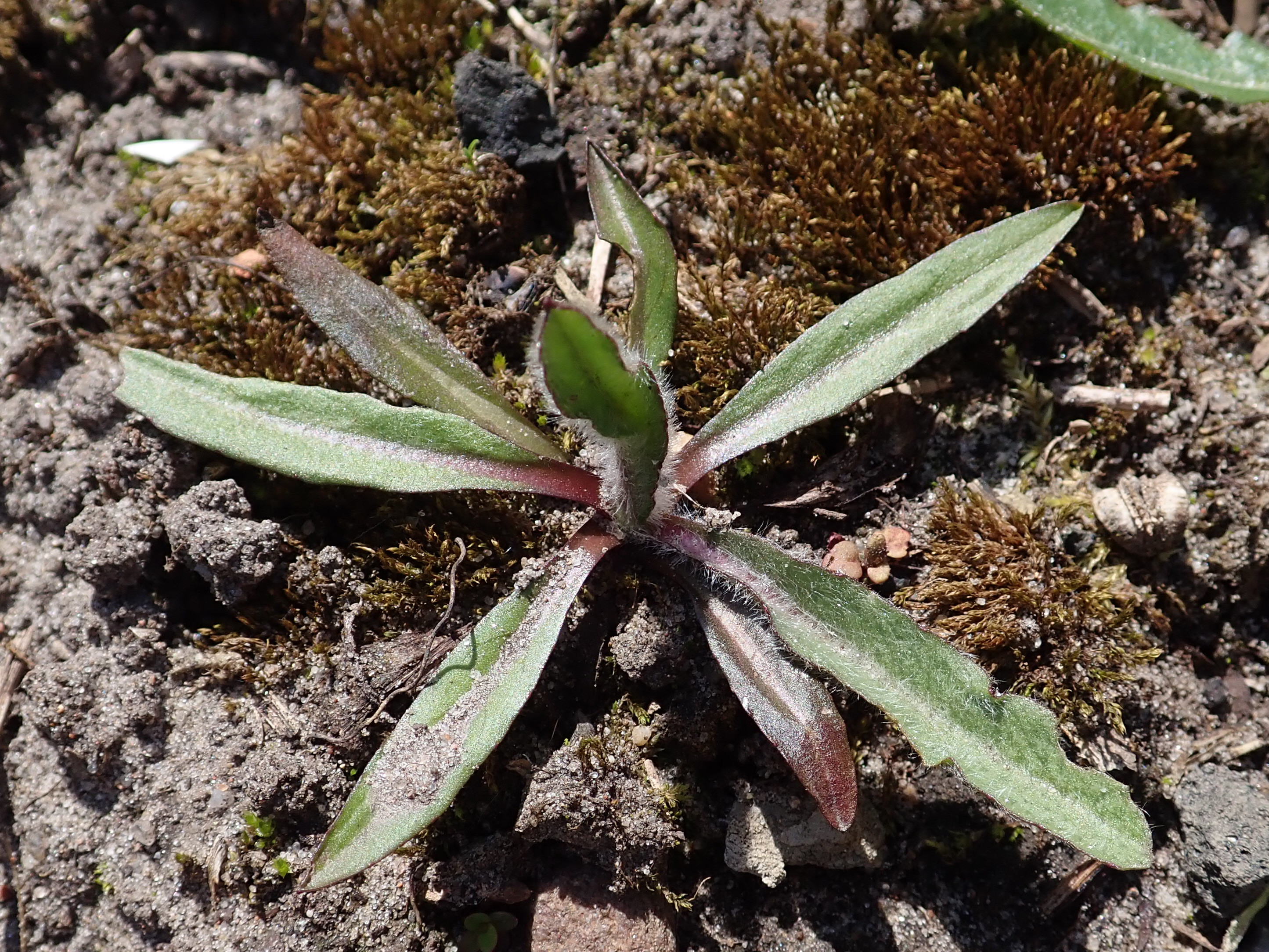
Le foglie

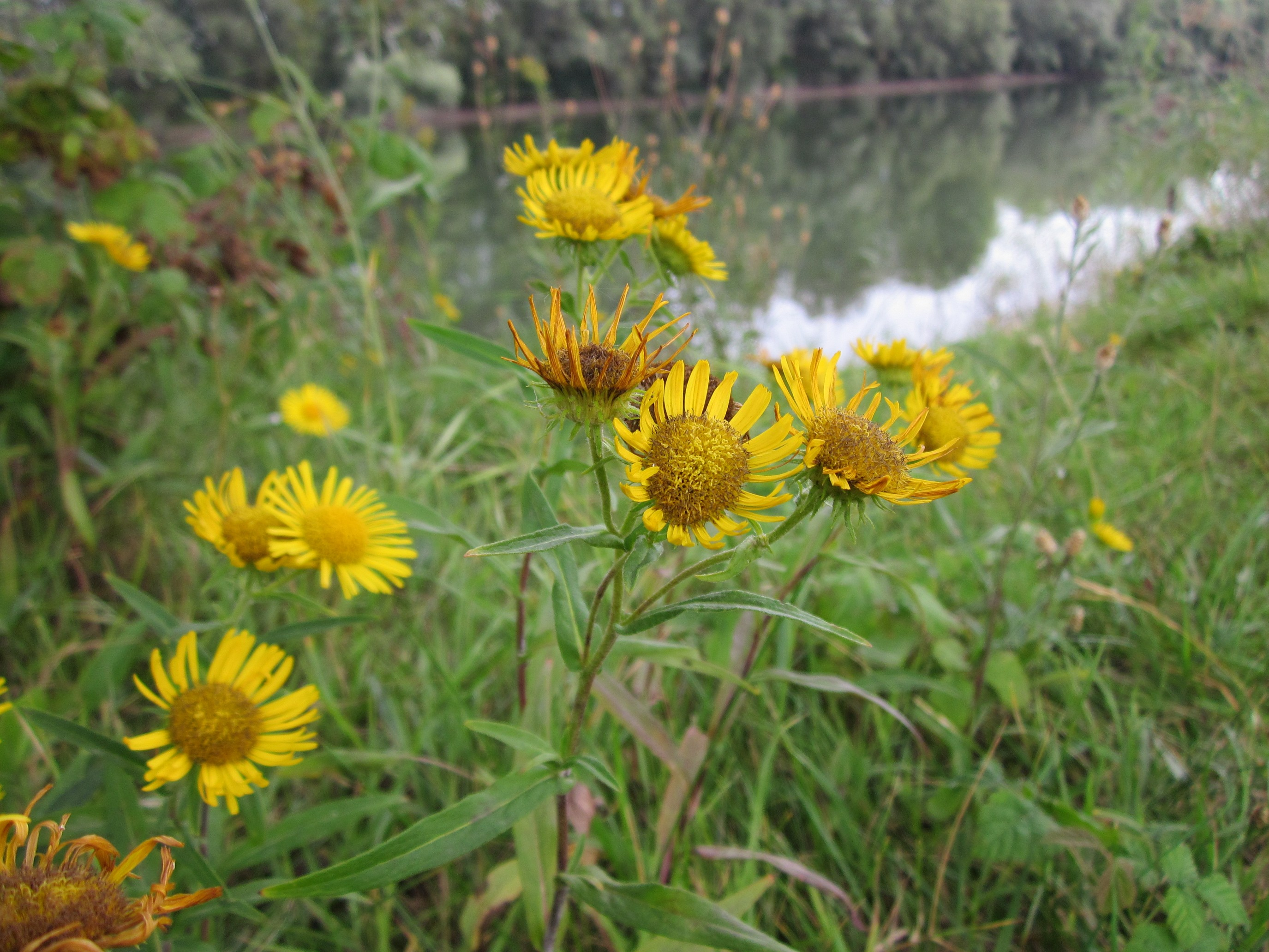
Infiorescenza

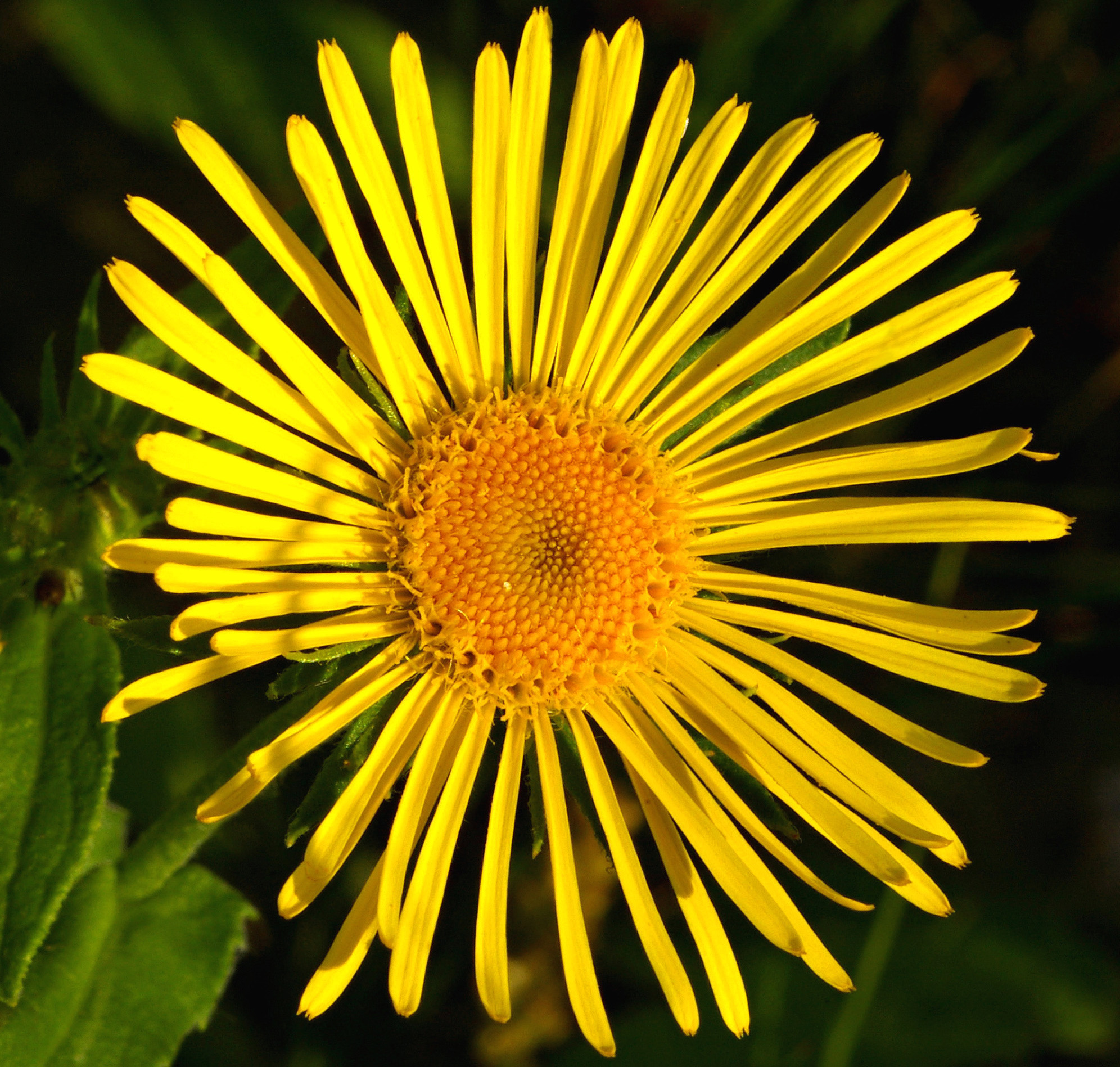
I fiori

Portamento. La specie di questo voce è una erbacea con un ciclo biologico perenne senza canali resinosi. La forma biologica della specie è emicriptofita scaposa (H scap); ossia sono piante perennanti (a volte anche bienni) con gemme poste al livello del suolo con fusto allungato e mediamente foglioso. Non sono ghiandolose ma ricoperte da sparsi peli.
Radici. Le radici sono secondarie da rizoma.
Fusto. Altezza media: da 2 a 6 dm (minimo 10 cm; massimo 75 cm).
- Parte ipogea: la parte sotterranea consiste in un breve rizoma.
- Parte epigea: la parte aerea del fusto è eretta, fogliosa e ramificata in più infiorescenze. La superficie si presenta con una pubescenza appressata. Alla base il fusto può essere legnoso.

Foglie. Le foglie sia radicali (rosetta basale) che cauline sono intere a margini dentati e consistenza laminare (non carnosa, ma molle); la superficie superiore è cosparsa di peli; la forma è lanceolato-lineare per le cauline e lanceolato-spatolata per le basali; quelle cauline sono inoltre amplessicauli (la base cuoriforme abbraccia il fusto). Dimensioni delle foglie basali: larghezza 6 – 7 mm; lunghezza 20 – 80 mm. Dimensioni delle foglie cauline: larghezza 2 – 5 mm; lunghezza 5 – 12 mm.
Infiorescenza. Le infiorescenze sono formate da medi capolini sia solitari che in formazioni corimbose. I capolini sono di tipo radiato eterogamo. I capolini sono formati da un involucro avvolto dalle foglie superiori e composto da brattee disposte in modo embricato al cui interno un ricettacolo fa da base ai fiori ligulati periferici o fiori del raggio e ai fiori tubulosi quelli centrali o del disco. L'involucro può essere cilindrico, campanulato o a forma di coppa. Le brattee sono disposte generalmente su 3-4 righe; hanno consistenza erbacea o cartilaginea, ma senza margini ialini; gli stereomi non sono divisi. Il ricettacolo è liscio e senza pagliette (a protezione della base dei fiori). Diametro del capolino: 30 – 50 mm. Diametro degli involucri: 7 – 9 mm. Dimensione delle brattee: larghezza 0,5 – 0,8 mm; lunghezza 4 – 6 mm.
Fiori.  I fiori sono tetra-ciclici (formati cioè da 4 verticilli: calice – corolla – androceo – gineceo) e pentameri (calice e corolla formati da 5 elementi). Si distinguono in:
- fiori del raggio (esterni): sono da 40 a 70 e sono femminili e sono disposti su una o più serie; la forma è ligulata (zigomorfa);
- fiori del disco (centrali): sono più numerosi con forme brevemente tubulose (attinomorfe); sono ermafroditi e fertili.

- Formula fiorale:

*/x K {\displaystyle \infty }, [C (5), A (5)], G 2 (infero), achenio
- Calice: i sepali del calice sono ridotti ad una coroncina di squame.

- Corolla:

- fiori del raggio: la forma della corolla alla base è più o meno tubulosa-imbutiforme, mentre all'apice è lungamente ligulata; la ligula può terminare con alcuni denti; il colore è giallo brillante;
- fiori del disco: la forma è tubulare bruscamente divaricata in 4-5 brevi lobi; il colore è giallo scuro (s'inscuriscono notevolmente dopo la fecondazione).

- Androceo: l'androceo è formato da 5 stami sorretti da filamenti generalmente liberi; gli stami sono connati e formano un manicotto circondante lo stilo; le teche (produttrici del polline) sono troncate e non sono speronate. La base delle antere può essere lunga o corta con code ramificate. Il tessuto dell'endotecio è a forma radiata. Le cellule del collare dei filamenti sono piatte o di tipo mammelloso.

- Gineceo: il gineceo ha un ovario uniloculare infero formato da due carpelli.[6] Lo stilo è unico e con due stigmi nella parte apicale. Gli stigmi spesso sono provvisti di peli acuti che terminano sopra la biforcazione senza raggiungerla, oppure da peli ottusi che terminano ben al di sotto della biforcazione. Le superfici stigmatiche confluiscono all'apice, mentre alla base sono separate in due distinte linee (lignee stigmatiche marginali[8]). Il polline è spinuloso.

- Antesi: da giugno a settembre.

Frutti. I frutti sono degli acheni pelosi, cilindrico-costoluti con pappo a setole dentate disposte in un unico rango. L'epidermide dell'achenio è caratterizzata da lunghi cristalli. Dimensione degli acheni: 1,3 mm. Lunghezza del pappo: 4 mm.

## Biologia
Impollinazione: tramite insetti (impollinazione entomogama tramite farfalle diurne e notturne).

Riproduzione: la fecondazione avviene fondamentalmente tramite l'impollinazione dei fiori.

Dispersione: i semi cadono a terra e vengono dispersi soprattutto da insetti come formiche (disseminazione mirmecoria). Un altro tipo di dispersione è zoocoria: gli uncini delle brattee dell'involucro (se presenti) si agganciano ai peli degli animali di passaggio che portano così i semi anche su lunghe distanze. Inoltre per merito del pappo (se presente) il vento può trasportare i semi anche per alcuni chilometri (disseminazione anemocora).

## Distribuzione e habitat

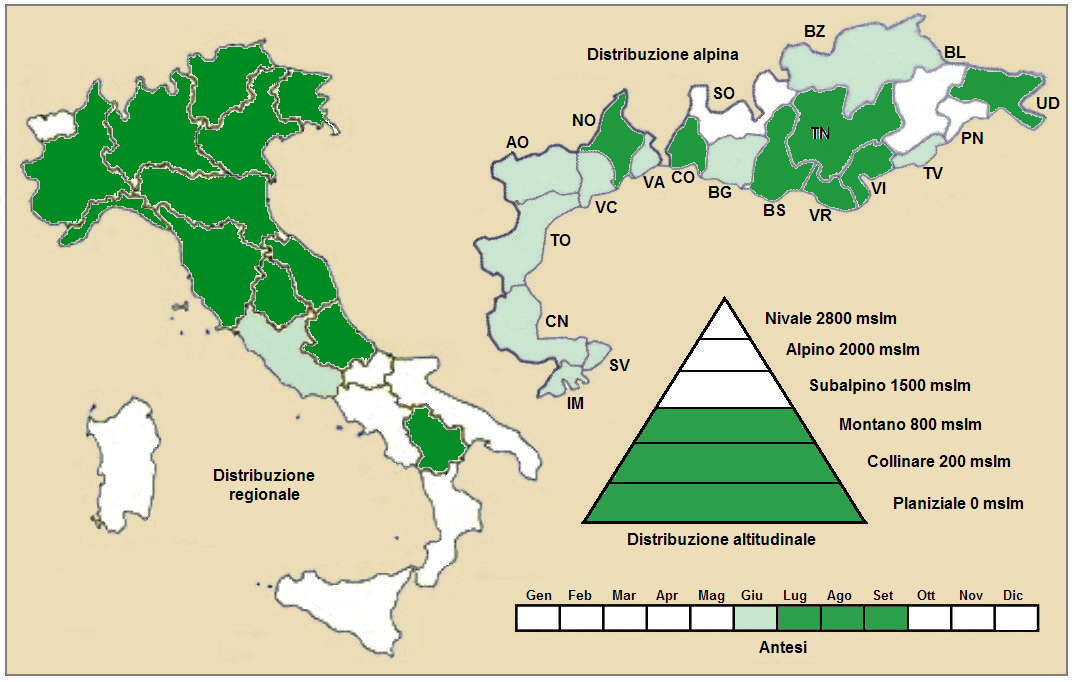
Distribuzione della pianta
(Distribuzione regionale – Distribuzione alpina)

Geoelemento: il tipo corologico (area di origine) è  Medioeuropeo (Est europeo) – Ovest Asiatico.

Distribuzione: in Italia questa pianta è distribuita soprattutto al nord e al centro, ma è considerata rara. Nelle Alpi ha una distribuzione discontinua ( NO, CO, BS, TN, VR, VI, UD). Oltreconfine (sempre nelle Alpi) si trova in Francia (dipartimenti di Alpes-de-Haute-Provence e Hautes-Alpes), in Svizzera (cantoni Vallese, Ticino e Grigioni), in Austria (Länder della Stiria e Austria Inferiore). Sugli altri rilievi europei si trova nel Massiccio del Giura, Massiccio Centrale, Monti Balcani e Carpazi. Fuori dall'Europa si trova in prevalenza nell'Asia temperata.

Habitat: l'habitat tipico sono i prati umidi e fossi; ma anche ambienti umidi temporaneamente inondati, stagni, zone ruderali, campi abbandonati, arbusteti e luoghi torbosi. Il substrato preferito è calcareo o calcareo/siliceo con pH basico, medi valori nutrizionali del terreno che deve essere umido.

Distribuzione altitudinale: sui rilievi alpini queste piante si possono trovare fino a 1200 m s.l.m.; frequentano quindi i seguenti piani vegetazionali: collinare e montano (oltre a quello planiziale – a livello del mare).

## Fitosociologia
Dal punto di vista fitosociologico alpino la specie di questa voce appartiene alla seguente comunità vegetale:
Formazione: delle comunità delle macro- e megaforbie terrestri
Classe: Molinio-Arrhenatheretea
Ordine: Potentillo-Polygonetalia
Alleanza: Potentillion anserinae

## Sistematica
La famiglia di appartenenza di questa voce (Asteraceae o Compositae, nomen conservandum) probabilmente originaria del Sud America, è la più numerosa del mondo vegetale, comprende oltre 23.000 specie distribuite su 1.535 generi, oppure 22.750 specie e 1.530 generi secondo altre fonti (una delle checklist più aggiornata elenca fino a 1.679 generi). La famiglia attualmente (2021) è divisa in 16 sottofamiglie; la sottofamiglia Asteroideae è una di queste e rappresenta l'evoluzione più recente di tutta la famiglia.

### Filogenesi
La tribù Inuleae (comprendente le Inulinae) è una delle 21 tribù della sottofamiglia Asteroideae). Da un punto di vista filogenetico, la tribù Inuleae, all'interno della sottofamiglia, fa parte del gruppo "Helianthodae". La sottotribù Inulinae è caratterizzata dalla particolare pubescenza dello stilo e dagli acheni con cristalli di ossalato di calcio. Il genere Pentanema è caratterizzato da capolini in prevalenza eterogami, da foglie compatte, piatte con forme ellittiche e fiori gialli.
Nella pubblicazione "Flora d'Italia" le specie di Pentanema della flora italiana sono suddivise in tre gruppi. Pentanema britannica appartiene al gruppo caratterizzato da fiori ligulati più grandi dell'involucro, foglie basali molto ridotte, diametro dei capolini variabile tra 1-3,5 cm, brattee esterne lanceolate con dimensioni ridotte e foglie cauline abbraccianti il fusto.
I caratteri distintivi della specie  P. britannica sono:
- la pelosità è appressata;
- le foglie hanno una consistenza molle;
- gli acheni sono grandi 1-1,5 mm e spesso sono pelosi.

Il numero cromosomico delle specie di questa voce è: 2n = 32.

### Sinonimi
Sono elencati alcuni sinonimi per questa entità:
- Aster britannica (L.) All.
- Conyza britannica  (L.) Moris ex Rupr.
- Helenium britannica  (L.) Kuntze
- Inula britannica  L.

### Specie simili
La pianta di questa voce è molto simile ad alcune Enule (Pentanema helveticum, Pentanema spiraeifolium, Inula helenium, Pentanema hirtum) in quanto i fiori sono quasi uguali e differiscono soprattutto per la forma delle foglie.

## Usi

### Farmacia
Secondo la medicina popolare la pianta di questa voce ha le seguenti proprietà medicamentose:
- antibatteriche (blocca la generazione dei batteri);
- carminative (favorisce la fuoriuscita dei gas intestinali);
- colagoghe (facilita la secrezione biliare verso l'intestino);
- depurative (facilita lo smaltimento delle impurità);
- diuretiche (facilita il rilascio dell'urina);
- espettoranti (favorisce l'espulsione delle secrezioni bronchiali);
- lassative (ha proprietà purgative);
- stomachiche (agevola la funzione digestiva);
- toniche (rafforza l'organismo in generale);
- vulnerarie (guarisce le ferite).